# Nikolai Pirogov
Nikolai Ivanovici Pirogov (în rusă Николай Иванович Пирогов; n. 13/25 noiembrie 1810, Moscova, Imperiul Rus – d. 23 noiembrie/5 decembrie 1881, Vinița, Imperiul Rus) a fost un savant, medic, pedagog, personalitate publică și membru corespondent al Academiei Ruse de Științe (1847), unul dintre cei mai recunoscuți medici ruși. Considerat fondatorul chirurgiei de teren, a fost primul chirurg care a utilizat anestezia într-o operație pe câmpul de luptă (1847) și unul dintre primii chirurgi din Europa care a folosit eterul ca anestezic. Este recunoscut pentru invenția diverselor tipuri de operații chirurgicale și pentru dezvoltarea unei tehnici proprii de utilizare a gipsului ortopedic pentru tratarea fracturilor osoase.

## Biografie

### Copilăria și formarea
Nikolai Pirogov s-a născut la Moscova, fiind al 13-lea dintre cei 14 copii ai lui Ivan Ivanovici Pirogov (născut în jurul anului 1772), un maior în serviciul comisarului și trezorier la Depozitul de Alimente al Moscovei. Bunicul patern provenea dintr-o familie de țărani și a slujit ca soldat în armata lui Petru cel Mare înainte de a se retrage și a deschide o berărie la Moscova. Mama lui Pirogov, Elizaveta Ivanovna Pirogova (născută Novikova), făcea parte dintr-o veche familie de comercianți din Moscova și era cu patru ani mai tânără decât soțul ei.
A învățat să citească în mai multe limbi încă din copilărie. Tatăl său a murit în 1824, lăsând familia într-o situație financiară dificilă. Inițial, Pirogov intenționa să devină funcționar public, dar medicul familiei, Yefrem Mukhin, care era profesor de anatomie și fiziologie la Universitatea Imperială din Moscova, a convins autoritățile să-l accepte pe tânărul Pirogov, în vârstă de 14 ani, ca student.
În 1828, după absolvirea Facultății de Medicină a plecat la Universitatea Imperială din Dorpat, unde a studiat sub îndrumarea profesorului Moyer (care studiase la rândul său cu Antonio Scarpa) și a obținut un doctorat pe tema ligaturii aortei ventrale în 1832. În timpul studiilor doctorale, a participat la combaterea epidemiei de holeră, fiind martor la numeroase decese cauzate de aceasta. Pe baza observațiilor sale, a realizat numeroase schițe ale modificărilor postmortem ale mușchilor celor care au murit de holeră, pe care ulterior le-a adunat într-un atlas dedicat.
În mai 1833, a călătorit la Berlin, unde a întâlnit chirurgi renumiți precum Karl Ferdinand von Graefe, Johann Nepomuk Rust și Johann Friedrich Dieffenbach la Universitatea din Berlin. Profesorul Bernhard von Langenbeck l-a învățat pe Pirogov să folosească corect bisturiul. Pirogov a vizitat, de asemenea, Universitatea din Göttingen, iar la întoarcere a ocupat funcția de profesor la Universitatea din Dorpat (1836—1840).

### Medic și chirurg de campanie
În octombrie 1840, Pirogov a fost numit profesor de chirurgie la Academia Imperială de Medicină Militară din Sankt Petersburg, și a efectuat trei ani de serviciu militar în această perioadă. A folosit pentru prima dată eterul ca anestezic în 1847 și a investigat holera din 1848. În căutarea unei metode eficiente de predare, a decis să aplice cercetarea anatomică pe cadavre congelate, pe care a numit-o „anatomie de gheață”. Astfel, a luat naștere o nouă disciplină medicală — anatomia topografică. După câțiva ani de astfel de studii, Pirogov a publicat primul atlas anatomic, Anatomia topografică a corpului uman (vol. 1–4, 1851–1854).
În 1847, a plecat în Caucaz, unde armata rusă purta un război împotriva popoarelor montane locale. Aici, dorea să testeze metodele chirurgicale pe care le dezvoltase în câmp. În Caucaz, a aplicat pentru prima dată pansamente cu bandaje îmbibate în amidon.

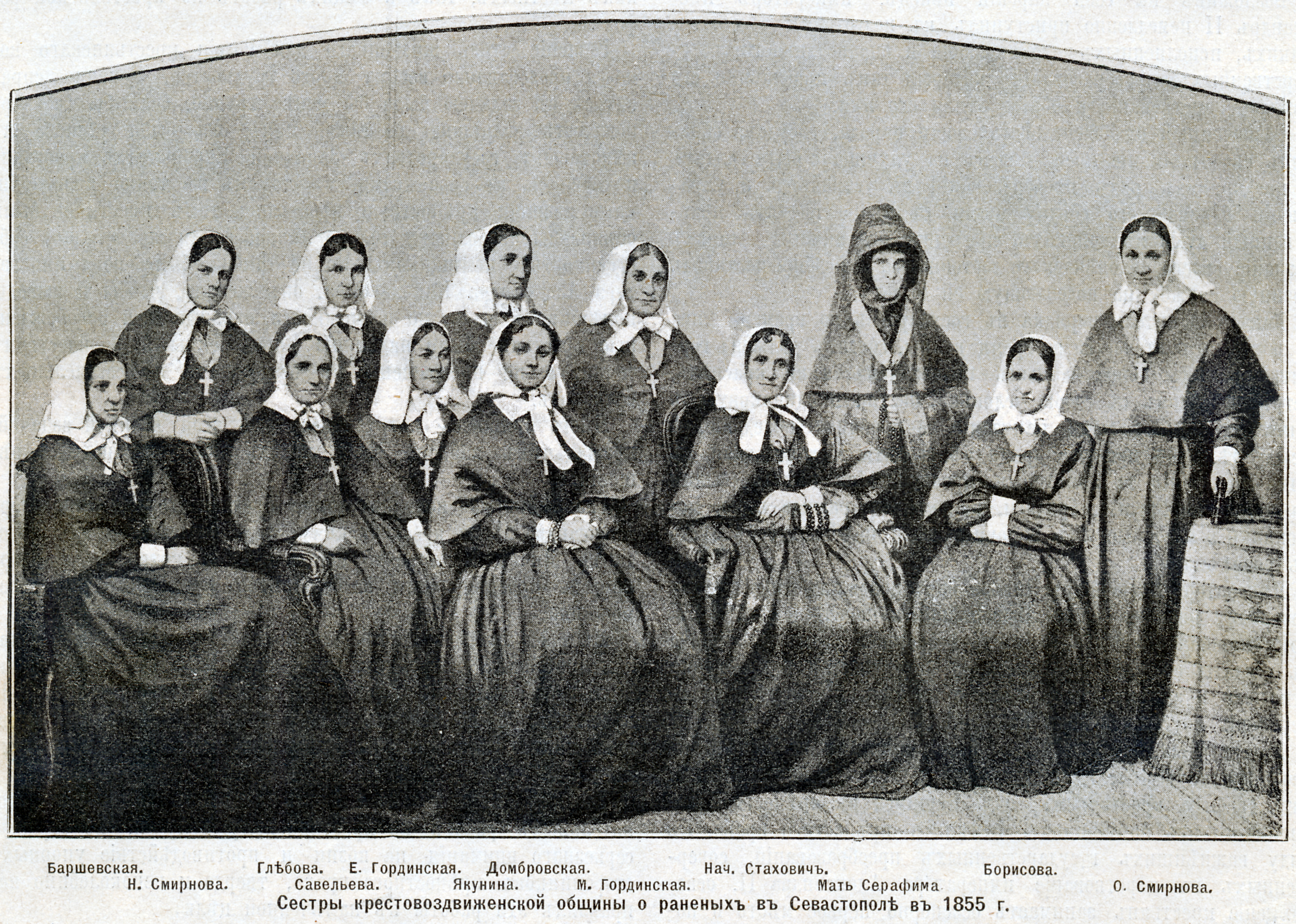
Surorile Milostivirii din Rusia în Crimeea, 1854-1855

În calitate de chirurg militar, a participat la Războiul Crimeei, ajungând în Simferopol la 11 decembrie 1854. Datorită activității sale din timpul Războiului Crimeii, este considerat părintele chirurgiei de campanie rusești. A urmat exemplul lui Louis-Joseph Seutin în introducerea gipsului ortopedic pentru fixarea oaselor fracturate și a dezvoltat o nouă metodă osteoplastică pentru amputațiea piciorului, cunoscută sub numele de „amputația Pirogov”. A fost, de asemenea, primul care a utilizat anestezia pe câmpul de luptă, în special în timpul asediul Sevastopolului (1854–55), și a introdus în armata rusă un sistem de triaj – clasificarea soldaților răniți în cinci categorii. A susținut înființarea unui corp organizat de asistente medicale voluntare, Khrestovozdvizhenskaya (ru) din cadrul Enciclopediei Carității din Sankt Petersburg, înființată de Marea Ducesă Elena Pavlovna în 1854.

### Revenirea și retragerea

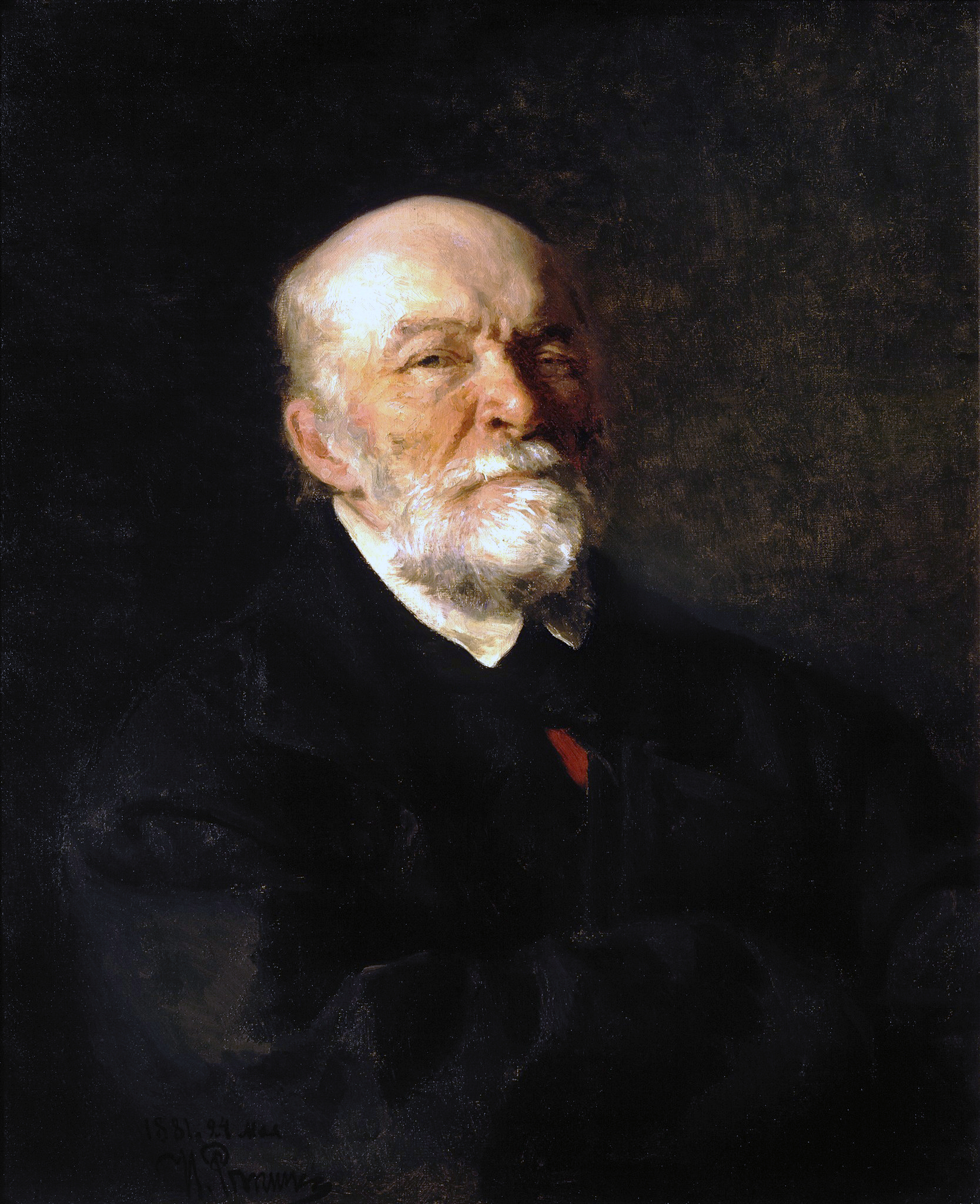
Portretul lui Nikolai Pirogov de Ilia Repin, 1881

În 1856, după încheierea războiului, s-a întors la Sankt Petersburg și s-a retras de la academie, acceptând sugestia de a lucra ca superintendent al școlilor din Districtul Educațional Odessa, care reunea mai multe gubernii. A scris un articol despre problemele pedagogiei, susținând educația săracilor, a minorităților etnice și a femeilor. A avut o influență semnificativă asupra deciziei familiei sale de a-și educa nepoata, Henriette Saloz-Joudra, care a obținut ulterior doctoratul în medicină și a devenit prima femeie care a deschis un cabinet medical privat în Geneva, Elveția.
De asemenea, a susținut necesitatea dezvoltării învățământului secundar și se opunea specializării timpurii. În 1858, a primit rangul de Consilier Privat și a fost transferat la Kiev ca superintendent al școlilor din Districtul Educațional Kiev, după neînțelegeri cu guvernatorul general al Odesei. În 1861, a devenit membru al Direcției Generale a Școlilor, servind la Ministerul Educației Naționale până la moartea sa. În același an, a cumpărat o moșie în satul Vișnia, lângă Vinița.
În 1862, a fost numit conducătorul unei delegații de studenți ruși trimiși în străinătate pentru a se pregăti pentru profesorat. A locuit în Heidelberg și, la un moment dat, l-a tratat pe Giuseppe Garibaldi pentru o rană suferită la Aspromonte pe 28 august. În 1866, la întoarcerea în Rusia, s-a stabilit la moșia sa, oferind asistență medicală gratuită țăranilor din zonă prin intermediul unei clinici pe care a înființat-o personal.
În 1870, a vizitat câmpurile de luptă și spitalele de campanie ale Războiului Franco-Prusac ca reprezentant al Crucii Roșii Ruse, iar în 1877—1878 a petrecut câteva luni lucrând ca chirurg de campanie în timpul Războiului Ruso-Turc, tratând atât soldați ruși, cât și bulgari și organizând spitale de campanie. În 1879, a publicat Jurnalul unui medic bătrân și Întrebări de viață.
A apărut în public pentru ultima dată pe 24 mai 1881 și a murit mai târziu în acel an la moșia sa din Vișnia, Gubernia Podolia (azi Vinița, Ucraina). Corpul său este conservat folosind tehnici de îmbălsămare dezvoltate chiar de el și se odihnește într-o biserică din Vinița. Spre deosebire de cadavrul lui Lenin, care necesită întreținere minuțioasă într-o clinică subterană specială de două ori pe săptămână, corpul lui Pirogov rămâne neatins și neschimbat: se spune că doar praful trebuie îndepărtat de pe el. Este păstrat la temperatura camerei într-un sicriu cu capac de sticlă (în timp ce corpul lui Lenin este conservat la o temperatură constantă scăzută).

### Viața personală
Nikolai Pirogov a fost căsătorit de două ori. Prima sa soție a fost Ekaterina Dmitrievna Berezina (1822—1846), care provenea dintr-o veche familie nobilă și cu care s-a căsătorit în noiembrie 1842. Au avut doi fii: Nikolai (1843—1891), fizician, și Vladimir (1846—1914), istoric și arheolog. Ekaterina a murit la vârsta de 24 de ani din cauza complicațiilor apărute după nașterea celui de-al doilea fiu.
S-a recăsătorit în iunie 1850 cu Aleksandra Antonovna, născută baroneasa Bistrom (1828—1902), cu care nu a avut copii.

## Moștenire

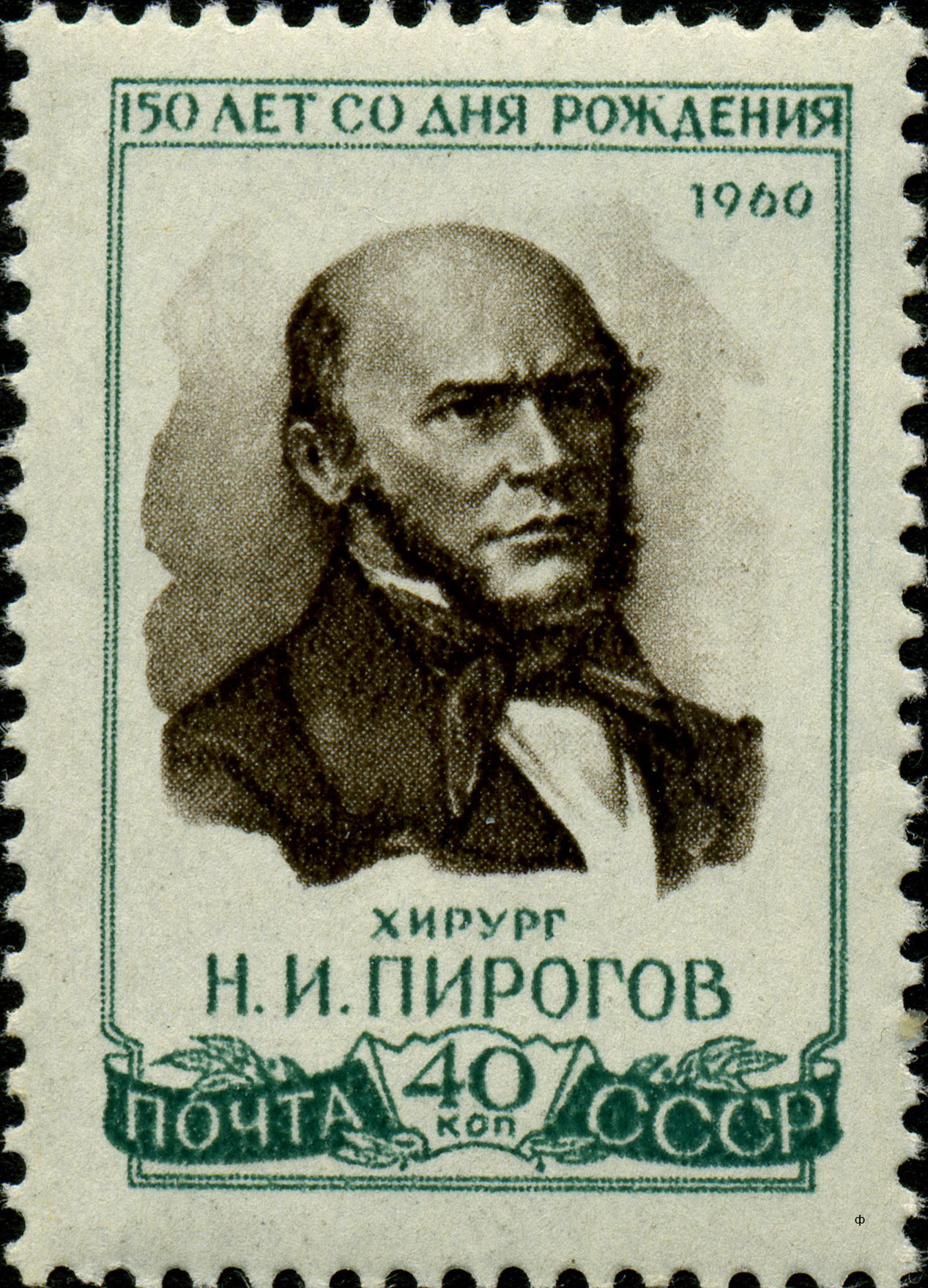
Timbru sovietic din 1960, publicat cu ocazia aniversării a 150 de ani

Din anul 1847, Nikolai Pirogov a fost membru corespondent al Academiei Ruse de Științe și a primit premiul Demidov al academiei în 1844, 1851 și 1860. În 1881, a fost numit cetățean de onoare al Moscovei. La patru ani după moartea sa a fost fondată Societatea Pirogov, care își propune îmbunătățirea pregătirii medicale și a tratamentului medical în Rusia.
Muzeul Pirogov se află în Vinița, Ucraina, la fosta sa moșie și clinică. Lângă această clădire din 1947 se află un mausoleu care este folosit ca capelă de familie, în care corpul său îmbălsămat este expus publicului. 
Ghețarul Pirogov din Antarctica, Spitalul Pirogov din Sofia, Bulgaria și 2506 Pirogov asteroidul, descoperit în august 1976 de astronomul rus Nikolai Chernîh, îi poartă toate numele în onoarea sa.
Universitatea Națională de Cercetare Medicală din Rusia îi poartă numele, la fel ca și Universitatea de Stat de Medicină din Odesa. Universitatea de Medicină din Vinnytsia a primit numele lui N. Pirogov în 1960. În Uniunea Sovietică s-au emis timbre cu portretul său în 1949 și cu ocazia aniversării sale de 150 de ani în 1960. Cel mai important premiu umanitar din Uniunea Sovietică a fost Medalia de Aur Pirogov.
Pe lângă tehnicile sale avansate de amputare a piciorului, mai multe structuri anatomice îi poartă numele, precum: unghiul Pirogov; aponevroza Pirogov, o structură din fascie și aponevroza bicepsului; triunghiul Pirogov, o zonă triunghiulară situată între mușchiul milohioid, tendonul intermediar al musculus digastricus și nervul hipoglos.
În Parcul Sevastopol de la Dnipro, a fost ridicat un bust înfățișând amiralii și marinarii ruși din Războiul Crimeii, inclusiv Nikolay Pirogov, după renovările din 2008.

## Curiozități
- Un studiu realizat în 2015 l-a inclus pe Pirogov în „echipa rusă de medici”. Această listă cuprinde cincizeci și trei de medici și oameni de știință ruși renumiți din Federația Rusă, Uniunea Sovietică și Imperiul Rus, născuți între 1757 și 1950. Lista include medici din toate specialitățile. Printre ei se numără Vladimir Bekhterev, Vladimir Demikhov, Sergei Korsakoff, Ivan Pavlov, Victor Skumin.[16][17]